# Arian Çuliqi
Arian Çuliqi (ur. 25 marca 1960 w Szkodrze) – albański reżyser filmowy, aktor i scenarzysta. 

## Życiorys
W 1987 ukończył studia na Wydziale Reżyserii Instytutu Sztuk w Tiranie, a następnie kurs podyplomowy z zakresu reżyserii filmowej organizowany przez Albfilm. W 1991 rozpoczął pracę reżysera w telewizji albańskiej, zajmując się realizacją filmów i spektakli teatralnych. Jako samodzielny reżyser filmowy zadebiutował w 1993 filmem Dashi pa brire, w którym także zagrał główną rolę (Dashi). Zrealizował samodzielnie 9 filmów fabularnych (w tym serial telewizyjny), w dwóch wystąpił jako aktor. Filmy Çuliqiego przedstawiają absurdy albańskiej transformacji systemowej. Film Pak fresket sonte został w 1995 wyróżniony jako najlepszy film na X Festiwalu Filmu Albańskiego w Tiranie.
W październiku 2023 objął stanowisko dyrektora Teatru Migjeni w Szkodrze.

## Filmy fabularne
- 1993: Dashi pa brirë
- 1994: Pak freskët sonte
- 1995: Fund i marrëzisë
- 1995: Gjithë fajet i ka paraja
- 1997: Dashuri me krizma
- 1999: Borxhliu
- 2000: Një baba tepër
- 2002: Pesha e gruas sime
- 2005: Piruet (serial telewizyjny)
- 2009: Para nga qielli
- 2014: Vdekje me porosi

## Scenariusze filmowe
- 1993: Dashi pa brirë
- 1994: Pak freskët sonte (TV)
- 1995: Fund i marrëzisë
- 1995: Gjithë fajet i ka paraja (TV)
- 1997: Dashuri me krizma (TV)
- 1999: Borxhliu
- 2021: Shkembimi